# Отчий дім (Китайська культура)
Отчий Дім 老家, цзясян 家乡, або місце походження (предків) 籍貫, 祖籍 — у китайській культурі означає місце, звідки походить родина даної людини. Це не обов'язково місце де ця людина народилась. Наприклад Чан Кайші народився у провінції Чжецзян, але його Рідним Містом є містечко Хек'яо у провінції Цзянсу.
Отчим Домом називають місце народження будь-якого предка по батьківській лінії. Су Ши (11 ст.) обмежував цю концепцію п'ятьма поколіннями, тобто людина могла визначити свій Отчий Дім за походженням батька, дідуся, прадідуся, прапрадідуся і прапрапрадідуся. Також це могло відзначатися за походженням прізвиська з місця там де воно було поширеним і визнаним. Часто люди відзначають цзясян за місцем народження свого батька. Але більшість населення користуються даними датованими початком XX століття, коли китайський уряд активно збирав інформацію щодо походження своїх громадян. 
Точність визначення цзясян може бути різною: від провінції до селища, це залежить від того наскільки людина володіє історією своєї родини. 
У традиційному китайському суспільстві, здебільш аграрному, Отчий Дім відіграє дуже важливу роль, яка возз'єднує людину з її попередниками (див. культ предків). Наприклад, в університетах люди з однієї історичної батьківщини тісно контактують і, як правило, входять до місцевого студентського клубу, який об'єднує усіх історичних земляків. Дуже поширеним явищем є обмін відомостями про "малу батьківщину", з якого китайці починають знайомство. Дослідження та відвідування свого Отчого Дому стало дуже популярним серед китайських емігрантів та мешканців великих міст.
Емоційний зв'язок, який стоїть за поняттям цзясян, обумовлений наявністю спільної місцевої культури, яку поділяють її носії: діалект, кулінарні традиції тощо. Підсилення зв'язку із родиною підтримується традиційними китайськими святами, коли члени родини, які оселилися на чужині, повертаються додому задля зустрічі із родичами. 
Пункт цзясян є у багатьох документах КНР і Гонконгу (після 1997 р.)
Паралельно з тим на Тайвані у паспортах і картках національної ідентифікації була графа «історичне місто» (本籍). Цікавим фактом є те що наступні покоління вже ніколи не змогли потрапити до свого дому, тому у середині 1990-х ця графа була скасована.